# Somabrachyidae
Somabrachyidae  (лат.) — небольшое семейство чешуекрылых из надсемейства Zygaenoidea. Распространены на территории ЮАР и на юге Средиземноморья: от юга Испании и Марокко до Сирии. В семействе выделяют 3 рода: средиземноморский род Somabrachys (около 30 видов) и два южноафриканских рода Psycharium и Parapsycharium (соответственно, 5 видов и 1 вид). Возможно, к этому семейству также следует относить мадагаскарских бабочек Boisduvalodes tamatavana, в настоящее время рассматриваемых в составе близкого семейства слизневидок (Limacodidae).

## Перечень видов
В состав семейства входят следующие виды:

### Parapsycharium
- Parapsycharium paarlense Geertsema, 2000

### Psycharium
- Psycharium barnardi Geertsema, 1988
- Psycharium kammanassiensis Geertsema, 1988
- Psycharium montanum Geertsema, 1988
- Psycharium natalense Geertsema, 1988
- Psycharium pellucens Herrich-Schaffer, 1856

### Somabrachys
- Somabrachys adherbal
- Somabrachys aegrota
- Somabrachys albinervis
- Somabrachys arcanaria
- Somabrachys atrinervis
- Somabrachys capsitana
- Somabrachys chretieni
- Somabrachys codeti
- Somabrachys dubar
- Somabrachys federzonii
- Somabrachys fumosa
- Somabrachys guillaumei
- Somabrachys gulussa
- Somabrachys hiempsal
- Somabrachys holli
- Somabrachys infuscata
- Somabrachys khenchelae
- Somabrachys klugi
- Somabrachys kroumira
- Somabrachys manastabal
- Somabrachys maroccana
- Somabrachys massiva
- Somabrachys micripsa
- Somabrachys mogadorensis
- Somabrachys nisseni
- Somabrachys powelli
- Somabrachys ragmata
- Somabrachys robusta
- Somabrachys unicolor
- Somabrachys zion